# 巴基斯坦廣播公司
巴基斯坦广播公司（英語：Pakistan Broadcasting Corporation, PBC，乌尔都语：ریڈیو پاکستان）是隶属于巴基斯坦伊斯兰共和国的一家国际广播电台，成立于1947年8月14日，总部位于卡拉奇。目前通过电视、网络、广播对外播送节目，使用34种语言对外播音。有效覆盖亚洲、欧洲和中东地区。

## 历史
1947年8月14日，巴基斯坦广播电台从全印广播电台中脱离并成立。最初只有3个分台，分别在达卡（1939年建立）、拉合尔（1937年建立）和白沙瓦（1936年建立）。在1948年，又在卡拉奇和拉瓦尔品第成立了分台，并在1950年将总部设定在了卡拉奇。1949年开始对外广播。后期，在海得拉巴（1951年建立）和奎达（1956年建立）成立了分台，并于1960年在白沙瓦建立了接收中心。20世纪70年代，随着东巴基斯坦（孟加拉国）独立，达卡分台不复存在。到了1980年代，电台不仅覆盖了全国，还覆盖了全世界。

## 使用语言
- 乌尔都语
- 汉语
- 英语
- 孟加拉语
- 尼泊尔语
- 僧伽罗语
- 泰米尔语
- 印地语
- 古吉拉特语
- 波斯语
- 普什图语
- 达利语
- 俄语

## 华语广播时间及频率
| 时间（UTC+8） | 频率（kHz） |
| 20:00-21:00   | 9670、11905 |

- 发射地点：巴基斯坦伊斯兰堡
- 频率自2014年10月26日至2015年3月28日有效。